# Copa de la UEFA 2004-05
La Copa de la UEFA 2004-05 se disputó entre julio de 2004 y mayo de 2005, con la participación total de 145 equipos distintos, representantes de 51 federaciones nacionales afiliadas a la UEFA. Para la clasificación a la fase final de la competición se disputaron dos rondas, donde 32 equipos de entre un total de 89 se unieron a los otros 48 clasificados directamente para la fase final.
La fase final de la competición dio inicio en septiembre de 2004, con 88 equipos compitiendo por el trofeo que ganó el Valencia CF la temporada anterior. Esta edición contó con la novedad de la fase de grupos, por primera vez en la historia de la competición. Ésta consistiría en 8 grupos de 5 equipos cada uno que se enfrentarían entre ellos a una única vuelta, clasificándose los tres primeros para dieciseisavos de final, donde coincidirían con los terceros de grupo de la primera fase de la Liga de Campeones.
La final, a partido único, se disputó el 18 de mayo de 2005 en el estadio José Alvalade de Lisboa, en Portugal, que acogió su primera final de la Copa de la UEFA y enfrentó al Sporting de Portugal y al CSKA Moscú. El conjunto ruso consiguió el primer título continental para un equipo de su país tras imponerse al equipo lisboeta en su propio estadio por 3-1 remontando un gol adverso.

## Rondas previas de clasificación

### Primera ronda
| Equipo local ida         | Resultado | Equipo visitante ida       | Ida                                                     | Vuelta                                                  |
| ------------------------ | --------- | -------------------------- | ------------------------------------------------------- | ------------------------------------------------------- |
| FK Ekranas               | 3:1       | F91 Dudelange              | 1:0 Archivado el 5 de junio de 2009 en Wayback Machine. | 2:1 Archivado el 4 de junio de 2009 en Wayback Machine. |
| Östers IF                | 4:1       | Total Network Solutions FC | 2:0 Archivado el 5 de junio de 2009 en Wayback Machine. | 2:1 Archivado el 5 de junio de 2009 en Wayback Machine. |
| B36 Tórshavn             | 2:11      | FK Liepājas Metalurgs      | 1:3 Archivado el 5 de junio de 2009 en Wayback Machine. | 1:8 Archivado el 5 de junio de 2009 en Wayback Machine. |
| FC Levadia Tallinn       | 3:1       | Bohemian FC                | 0:0 Archivado el 5 de junio de 2009 en Wayback Machine. | 3:1 Archivado el 4 de junio de 2009 en Wayback Machine. |
| FK Sileks Kratovo        | 1:2       | NK Maribor                 | 0:1 Archivado el 5 de junio de 2009 en Wayback Machine. | 1:1 Archivado el 4 de junio de 2009 en Wayback Machine. |
| AC Omonia                | 8:1       | FK Sloga Jugomagnat        | 4:0 Archivado el 4 de junio de 2009 en Wayback Machine. | 4:1 Archivado el 5 de junio de 2009 en Wayback Machine. |
| FC Illychivets Mariupol  | 4:0       | FC Banants                 | 2:0 Archivado el 4 de junio de 2009 en Wayback Machine. | 2:0 Archivado el 4 de junio de 2009 en Wayback Machine. |
| FC Tbilisi               | 5:1       | FK Shamkir                 | 1:0 Archivado el 4 de junio de 2009 en Wayback Machine. | 4:1 Archivado el 4 de junio de 2009 en Wayback Machine. |
| FC Nistru Otaci          | 3:2       | FC Shakhtyor Soligorsk     | 1:1 Archivado el 5 de junio de 2009 en Wayback Machine. | 2:1 Archivado el 4 de junio de 2009 en Wayback Machine. |
| FK Partizani             | 5:4       | Birkirkara FC              | 4:2 Archivado el 4 de junio de 2009 en Wayback Machine. | 1:2 Archivado el 4 de junio de 2009 en Wayback Machine. |
| BATE Borisov             | 2:4       | Dinamo Tbilisi             | 2:3 Archivado el 5 de junio de 2009 en Wayback Machine. | 0:1 Archivado el 4 de junio de 2009 en Wayback Machine. |
| FC Haka                  | 5:2       | FC Etzella Ettelbruck      | 2:1 Archivado el 4 de junio de 2009 en Wayback Machine. | 3:1 Archivado el 5 de junio de 2009 en Wayback Machine. |
| FC Oţelul Galaţi         | 8:1       | KS Dinamo Tirana           | 4:0 Archivado el 4 de junio de 2009 en Wayback Machine. | 4:1 Archivado el 4 de junio de 2009 en Wayback Machine. |
| FC Shirak Gyumri         | 1:4       | FC Tiraspol                | 1:2 Archivado el 5 de junio de 2009 en Wayback Machine. | 0:2 Archivado el 4 de junio de 2009 en Wayback Machine. |
| ÍA Akraness              | 6:3       | FC TVMK Tallinn            | 4:2 Archivado el 4 de junio de 2009 en Wayback Machine. | 2:1 Archivado el 5 de junio de 2009 en Wayback Machine. |
| Portadown FC             | 2:4       | FK Žalgiris Vilnius        | 2:2 Archivado el 5 de junio de 2009 en Wayback Machine. | 0:2 Archivado el 4 de junio de 2009 en Wayback Machine. |
| SS Pennarossa            | 1:9       | FK Željezničar Sarajevo    | 1:5 Archivado el 4 de junio de 2009 en Wayback Machine. | 0:4 Archivado el 5 de junio de 2009 en Wayback Machine. |
| B68 Toftir               | 0:11      | FK Ventspils               | 0:3 Archivado el 5 de junio de 2009 en Wayback Machine. | 0:8 Archivado el 5 de junio de 2009 en Wayback Machine. |
| FC MIKA                  | 1:2       | Budapest Honvéd FC         | 0:1 Archivado el 4 de junio de 2009 en Wayback Machine. | 1:1 Archivado el 5 de junio de 2009 en Wayback Machine. |
| Marsaxlokk FC            | 0:3       | NK Primorje                | 0:1 Archivado el 5 de junio de 2009 en Wayback Machine. | 0:2 Archivado el 4 de junio de 2009 en Wayback Machine. |
| Glentoran FC             | 4:3       | AC Allianssi               | 2:2 Archivado el 5 de junio de 2009 en Wayback Machine. | 2:1 Archivado el 4 de junio de 2009 en Wayback Machine. |
| FC Santa Coloma          | 0:4       | FK Modriča                 | 0:1 Archivado el 5 de junio de 2009 en Wayback Machine. | 0:3 Archivado el 4 de junio de 2009 en Wayback Machine. |
| FC Vaduz                 | 4:2       | Longford Town              | 1:0 Archivado el 4 de junio de 2009 en Wayback Machine. | 3:2 Archivado el 5 de junio de 2009 en Wayback Machine. |
| FK Dukla Banská Bystrica | 4:0       | FK Qarabağ                 | 3:0 Archivado el 4 de junio de 2009 en Wayback Machine. | 1:0 Archivado el 5 de junio de 2009 en Wayback Machine. |
| Haverfordwest County     | 1:4       | FH Hafnarfjörður           | 0:1 Archivado el 4 de junio de 2009 en Wayback Machine. | 1:3 Archivado el 5 de junio de 2009 en Wayback Machine. |

### Segunda ronda
| Equipo local ida           | Resultado  | Equipo visitante ida     | Ida                                                      | Vuelta                                                      |
| -------------------------- | ---------- | ------------------------ | -------------------------------------------------------- | ----------------------------------------------------------- |
| Odd Grenland BK            | 4:3        | FK Ekranas               | 3:1 Archivado el 4 de junio de 2009 en Wayback Machine.  | 1:2 Archivado el 5 de junio de 2009 en Wayback Machine.     |
| Östers IF                  | 3:3(v)     | FK Liepājas Metalurgs    | 2:2 Archivado el 4 de junio de 2009 en Wayback Machine.  | 1:1 Archivado el 4 de junio de 2009 en Wayback Machine.     |
| FC Terek Grozny            | 2:0        | Lech Poznań              | 1:0 Archivado el 4 de junio de 2009 en Wayback Machine.  | 1:0 Archivado el 4 de junio de 2009 en Wayback Machine.     |
| FK Bodø/Glimt              | (p 8-7)3:3 | FC Levadia Tallinn       | 2:1 Archivado el 4 de junio de 2009 en Wayback Machine.  | 1:2 Archivado el 5 de junio de 2009 en Wayback Machine.     |
| FK Budućnost Banatski Dvor | 2:2(v)     | NK Maribor               | 1:2 Archivado el 5 de junio de 2009 en Wayback Machine.  | 1:0 Archivado el 4 de junio de 2009 en Wayback Machine.     |
| FK Železnik                | 4:5        | Steaua Bucarest          | 2:4 Archivado el 4 de junio de 2009 en Wayback Machine.  | 2:1 Archivado el 4 de junio de 2009 en Wayback Machine.     |
| AC Omonia                  | 2:4        | PFC CSKA Sofia           | 1:1 Archivado el 10 de julio de 2009 en Wayback Machine. | 1:3 Archivado el 4 de junio de 2009 en Wayback Machine.(pr) |
| FC Illychivets Mariupol    | 0:3        | FK Austria Viena         | 0:0 Archivado el 4 de junio de 2009 en Wayback Machine.  | 0:3 Archivado el 4 de junio de 2009 en Wayback Machine.     |
| FC Tbilisi                 | 0:7        | Legia de Varsovia        | 0:1 Archivado el 4 de junio de 2009 en Wayback Machine.  | 0:6 Archivado el 4 de junio de 2009 en Wayback Machine.     |
| FC Nistru Otaci            | 1:6        | Sigma Olomouc            | 1:2 Archivado el 4 de junio de 2009 en Wayback Machine.  | 0:4 Archivado el 5 de junio de 2009 en Wayback Machine.     |
| FC Artmedia Petržalka      | 1:4        | FC Dnipro Dnipropetrovsk | 0:3 Archivado el 4 de junio de 2009 en Wayback Machine.  | 1:1 Archivado el 5 de junio de 2009 en Wayback Machine.     |
| Rapid Viena                | 3:2        | FC Rubín Kazán           | 0:2 Archivado el 4 de junio de 2009 en Wayback Machine.  | 3:0 Archivado el 4 de junio de 2009 en Wayback Machine.     |
| Bnei Sakhnin FC            | 6:1        | FK Partizani             | 3:0 Archivado el 5 de junio de 2009 en Wayback Machine.  | 3:1 Archivado el 5 de junio de 2009 en Wayback Machine.     |
| Slavia Praga               | 3:3(v)     | Dinamo Tbilisi           | 3:1 Archivado el 5 de junio de 2009 en Wayback Machine.  | 0:2 Archivado el 4 de junio de 2009 en Wayback Machine.     |
| Stabæk IF                  | 6:2        | FC Haka                  | 3:1 Archivado el 4 de junio de 2009 en Wayback Machine.  | 3:1 Archivado el 4 de junio de 2009 en Wayback Machine.     |
| FC Oţelul Galaţi           | 0:1        | Partizan Belgrado        | 0:0 Archivado el 5 de junio de 2009 en Wayback Machine.  | 0:1 Archivado el 4 de junio de 2009 en Wayback Machine.     |
| Gençlerbirliği SK          | (v)2:2     | NK Rijeka                | 1:0 Archivado el 5 de junio de 2009 en Wayback Machine.  | 1:2 Archivado el 5 de junio de 2009 en Wayback Machine.     |
| Metalurg Donetsk           | 5:1        | FC Tiraspol              | 3:0 Archivado el 5 de junio de 2009 en Wayback Machine.  | 2:1 Archivado el 5 de junio de 2009 en Wayback Machine.     |
| Hammarby IF                | 4:1        | ÍA Akraness              | 2:0 Archivado el 4 de junio de 2009 en Wayback Machine.  | 2:1 Archivado el 4 de junio de 2009 en Wayback Machine.     |
| FK Žalgiris Vilnius        | 1:3        | Aalborg BK               | 1:3 Archivado el 4 de junio de 2009 en Wayback Machine.  | 0:0 Archivado el 4 de junio de 2009 en Wayback Machine.     |
| FK Željezničar Sarajevo    | 1:9        | Litex Lovech             | 1:2 Archivado el 4 de junio de 2009 en Wayback Machine.  | 0:7 Archivado el 5 de junio de 2009 en Wayback Machine.     |
| FK Ventspils               | (v)1:1     | Brøndby IF               | 0:0 Archivado el 4 de junio de 2009 en Wayback Machine.  | 1:1 Archivado el 4 de junio de 2009 en Wayback Machine.     |
| Amica Wronki               | (p 5-4)1:1 | Budapest Honvéd FC       | 1:0 Archivado el 4 de junio de 2009 en Wayback Machine.  | 0:1 Archivado el 5 de junio de 2009 en Wayback Machine.     |
| NK Dinamo Zagreb           | 4:2        | NK Primorje              | 4:0 Archivado el 5 de junio de 2009 en Wayback Machine.  | 0:2 Archivado el 5 de junio de 2009 en Wayback Machine.     |
| Glentoran FC               | 1:3        | IF Elfsborg              | 0:1 Archivado el 4 de junio de 2009 en Wayback Machine.  | 1:2 Archivado el 4 de junio de 2009 en Wayback Machine.     |
| Levski Sofia               | 8:0        | FK Modriča               | 5:0 Archivado el 4 de junio de 2009 en Wayback Machine.  | 3:0 Archivado el 4 de junio de 2009 en Wayback Machine.     |
| KSK Beveren                | 5:2        | FC Vaduz                 | 3:1 Archivado el 4 de junio de 2009 en Wayback Machine.  | 2:1 Archivado el 4 de junio de 2009 en Wayback Machine.     |
| Újpest FC                  | 5:1        | Servette FC              | 3:1 Archivado el 5 de junio de 2009 en Wayback Machine.  | 2:0 Archivado el 5 de junio de 2009 en Wayback Machine.     |
| FK Dukla Banská Bystrica   | 4:2        | FC Wil                   | 3:1 Archivado el 5 de junio de 2009 en Wayback Machine.  | 1:1 Archivado el 4 de junio de 2009 en Wayback Machine.     |
| AEK Larnaca                | 3:4        | Maccabi Petah-Tikvah     | 3:0 Archivado el 4 de junio de 2009 en Wayback Machine.  | 0:4 Archivado el 4 de junio de 2009 en Wayback Machine.     |
| FH Hafnarfjörður           | 4:3        | Dunfermline Athletic FC  | 2:2 Archivado el 4 de junio de 2009 en Wayback Machine.  | 2:1 Archivado el 4 de junio de 2009 en Wayback Machine.     |
| SV Pasching                | 3:3(v)     | Zenit San Petersburgo    | 3:1 Archivado el 4 de junio de 2009 en Wayback Machine.  | 0:2 Archivado el 4 de junio de 2009 en Wayback Machine.     |

## Primera Ronda
| Equipo Local Ida         | Resultado  | Equipo Visitante Ida      | Ida                                                       | Vuelta                                                  |
| ------------------------ | ---------- | ------------------------- | --------------------------------------------------------- | ------------------------------------------------------- |
| Millwall FC              | 2:4        | Ferencváros TC            | 1:1 Archivado el 28 de mayo de 2009 en Wayback Machine.   | 1:3 Archivado el 28 de mayo de 2009 en Wayback Machine. |
| Odd Grenland BK          | 1:5        | Feyenoord Róterdam        | 0:1 Archivado el 28 de mayo de 2009 en Wayback Machine.   | 1:4 Archivado el 28 de mayo de 2009 en Wayback Machine. |
| Heart of Midlothian FC   | 5:3        | SC Braga                  | 3:1 Archivado el 28 de mayo de 2009 en Wayback Machine.   | 2:2 Archivado el 28 de mayo de 2009 en Wayback Machine. |
| FC Schalke 04            | 9:1        | FK Liepājas Metalurgs     | 5:1 Archivado el 28 de mayo de 2009 en Wayback Machine.   | 4:0 Archivado el 28 de mayo de 2009 en Wayback Machine. |
| FC Terek Grozny          | 1:3        | FC Basel                  | 1:1 Archivado el 28 de mayo de 2009 en Wayback Machine.   | 0:2 Archivado el 28 de mayo de 2009 en Wayback Machine. |
| FK Bodø/Glimt            | 1:2        | Beşiktaş JK               | 1:1 Archivado el 28 de mayo de 2009 en Wayback Machine.   | 0:1 Archivado el 28 de mayo de 2009 en Wayback Machine. |
| Trabzonspor              | 3:4        | Athletic Club             | 3:2 Archivado el 26 de mayo de 2009 en Wayback Machine.   | 0:2 Archivado el 26 de mayo de 2009 en Wayback Machine. |
| Parma AC                 | 3:2        | NK Maribor                | 3:2 Archivado el 28 de mayo de 2009 en Wayback Machine.   | 0:0 Archivado el 28 de mayo de 2009 en Wayback Machine. |
| Steaua Bucarest          | 4:3        | PFC CSKA Sofia            | 2:1 Archivado el 28 de mayo de 2009 en Wayback Machine.   | 2:2 Archivado el 28 de mayo de 2009 en Wayback Machine. |
| Standard Lieja           | (v)1:1     | VfL Bochum                | 0:0 Archivado el 28 de mayo de 2009 en Wayback Machine.   | 1:1 Archivado el 28 de mayo de 2009 en Wayback Machine. |
| FK Austria Viena         | 4:1        | Legia de Varsovia         | 1:0 Archivado el 28 de mayo de 2009 en Wayback Machine.   | 3:1 Archivado el 28 de mayo de 2009 en Wayback Machine. |
| Real Zaragoza            | 4:2        | Sigma Olomouc             | 1:0 Archivado el 28 de mayo de 2009 en Wayback Machine.   | 3:2 Archivado el 28 de mayo de 2009 en Wayback Machine. |
| FC Utrecht               | 4:3        | Djurgårdens IF            | 4:0 Archivado el 28 de mayo de 2009 en Wayback Machine.   | 0:3 Archivado el 28 de mayo de 2009 en Wayback Machine. |
| Maccabi Haifa FC         | 1:2        | FC Dnipro Dnipropetrovsk  | 1:0 Archivado el 28 de mayo de 2009 en Wayback Machine.   | 0:2 Archivado el 28 de mayo de 2009 en Wayback Machine. |
| Club Brujas              | 6:1        | LB Châteauroux            | 4:0 Archivado el 28 de mayo de 2009 en Wayback Machine.   | 2:1 Archivado el 28 de mayo de 2009 en Wayback Machine. |
| Sporting de Portugal     | 2:0        | Rapid Viena               | 2:0 Archivado el 28 de mayo de 2009 en Wayback Machine.   | 0:0 Archivado el 28 de mayo de 2009 en Wayback Machine. |
| Panionios NFC            | 3:2        | Udinese Calcio            | 3:1 Archivado el 28 de mayo de 2009 en Wayback Machine.   | 0:1 Archivado el 28 de mayo de 2009 en Wayback Machine. |
| Newcastle United FC      | 7:1        | Bnei Sakhnin FC           | 2:0 Archivado el 28 de mayo de 2009 en Wayback Machine.   | 5:1 Archivado el 28 de mayo de 2009 en Wayback Machine. |
| Wisła Cracovia           | 5:5(v)     | Dinamo Tbilisi            | 4:3 Archivado el 28 de mayo de 2009 en Wayback Machine.   | 1:2 Archivado el 28 de mayo de 2009 en Wayback Machine. |
| FC Sochaux               | 9:0        | Stabæk IF                 | 4:0 Archivado el 28 de mayo de 2009 en Wayback Machine.   | 5:0 Archivado el 28 de mayo de 2009 en Wayback Machine. |
| Partizan Belgrado        | 3:1        | Dinamo Bucarest           | 3:1 Archivado el 28 de mayo de 2009 en Wayback Machine.   | 0:0 Archivado el 28 de mayo de 2009 en Wayback Machine. |
| Egaleo FC                | 2:1        | Gençlerbirliği SK         | 1:0 Archivado el 28 de mayo de 2009 en Wayback Machine.   | 1:1 Archivado el 28 de mayo de 2009 en Wayback Machine. |
| Middlesbrough FC         | 4:1        | FC Baník Ostrava          | 3:0 Archivado el 28 de mayo de 2009 en Wayback Machine.   | 1:1 Archivado el 28 de mayo de 2009 en Wayback Machine. |
| Metalurg Donetsk         | 0:6        | SS Lazio                  | 0:3 Archivado el 28 de mayo de 2009 en Wayback Machine.   | 0:3 Archivado el 28 de mayo de 2009 en Wayback Machine. |
| Hammarby IF              | 1:5        | Villarreal CF             | 1:2 Archivado el 28 de mayo de 2009 en Wayback Machine.   | 0:3 Archivado el 28 de mayo de 2009 en Wayback Machine. |
| PAOK Salónica            | 3:5        | AZ Alkmaar                | 2:3 Archivado el 28 de mayo de 2009 en Wayback Machine.   | 1:2 Archivado el 28 de mayo de 2009 en Wayback Machine. |
| Aalborg BK               | 1:3        | AJ Auxerre                | 1:1 Archivado el 28 de mayo de 2009 en Wayback Machine.   | 0:2 Archivado el 28 de mayo de 2009 en Wayback Machine. |
| Grazer AK                | 5:1        | Litex Lovech              | 5:0 Archivado el 11 de agosto de 2009 en Wayback Machine. | 0:1 Archivado el 28 de mayo de 2009 en Wayback Machine. |
| FK Ventspils             | 1:2        | Amica Wronki              | 1:1 Archivado el 28 de mayo de 2009 en Wayback Machine.   | 0:1 Archivado el 28 de mayo de 2009 en Wayback Machine. |
| CS Marítimo              | 1:1(2-4 p) | Glasgow Rangers           | 1:0 Archivado el 28 de mayo de 2009 en Wayback Machine.   | 0:1 Archivado el 28 de mayo de 2009 en Wayback Machine. |
| NK Dinamo Zagreb         | 2:0        | IF Elfsborg               | 2:0 Archivado el 28 de mayo de 2009 en Wayback Machine.   | 0:0 Archivado el 28 de mayo de 2009 en Wayback Machine. |
| Levski Sofia             | 1:2        | KSK Beveren               | 1:1 Archivado el 28 de mayo de 2009 en Wayback Machine.   | 0:1 Archivado el 28 de mayo de 2009 en Wayback Machine. |
| Újpest FC                | 1:7        | VfB Stuttgart             | 1:3 Archivado el 28 de mayo de 2009 en Wayback Machine.   | 0:4 Archivado el 28 de mayo de 2009 en Wayback Machine. |
| FK Dukla Banská Bystrica | 0:5        | SL Benfica                | 0:3 Archivado el 28 de mayo de 2009 en Wayback Machine.   | 0:2 Archivado el 28 de mayo de 2009 en Wayback Machine. |
| Maccabi Petah-Tikvah     | 0:5        | SC Heerenveen             | [ 1 ]                                                     | 0:5 Archivado el 28 de mayo de 2009 en Wayback Machine. |
| Sevilla FC               | 4:1        | CD Nacional               | 2:0 Archivado el 28 de mayo de 2009 en Wayback Machine.   | 2:1 Archivado el 28 de mayo de 2009 en Wayback Machine. |
| FH Hafnarfjörður         | 1:5        | Alemannia Aachen          | 1:5 Archivado el 28 de mayo de 2009 en Wayback Machine.   | 0:0 Archivado el 28 de mayo de 2009 en Wayback Machine. |
| Shelbourne FC            | 2:4        | Lille OSC                 | 2:2 Archivado el 28 de mayo de 2009 en Wayback Machine.   | 0:2 Archivado el 28 de mayo de 2009 en Wayback Machine. |
| Zenit San Petersburgo    | 6:1        | Estrella Roja de Belgrado | 4:0 Archivado el 28 de mayo de 2009 en Wayback Machine.   | 2:1 Archivado el 28 de mayo de 2009 en Wayback Machine. |
| ND Gorica                | 1:2        | AEK Atenas                | 1:1 Archivado el 28 de mayo de 2009 en Wayback Machine.   | 0:1 Archivado el 28 de mayo de 2009 en Wayback Machine. |

## Fase de grupos
En el sorteo se repartieron los equipos en ocho grupos de cinco integrantes. Accedieron a la siguiente ronda los tres primeros clasificados.
La liguilla de cada grupo constó de una sola vuelta, de tal manera que cada equipo disputase entre sus cuatro rivales dos partidos como local y dos como visitante. Un programa informático se encargó de asignar la localía de cada encuentro, procurando que no se disputen partidos en los países del norte en el mes de diciembre.
Esta fase fue disputada entre el 21 de octubre, y el 16 de diciembre de 2004.
Leyenda:
| Clasificado para 16avos. de final |
| Eliminado                         |

### Grupo A
| Pos. | Equipo              | Pts. | PJ | G | E | P | GF | GC | Dif. | Clasificación                   |
| ---- | ------------------- | ---- | -- | - | - | - | -- | -- | ---- | ------------------------------- |
| 1    | Feyenoord           | 7    | 4  | 2 | 1 | 1 | 6  | 3  | +3   | Acceso a dieciseisavos de final |
| 2    | Schalke 04          | 7    | 4  | 2 | 1 | 1 | 5  | 3  | +2   | Acceso a dieciseisavos de final |
| 3    | Basilea             | 7    | 4  | 2 | 1 | 1 | 5  | 4  | +1   | Acceso a dieciseisavos de final |
| 4    | Ferencváros         | 4    | 4  | 1 | 1 | 2 | 3  | 5  | −2   |                                 |
| 5    | Heart of Midlothian | 3    | 4  | 1 | 0 | 3 | 2  | 6  | −4   |                                 |

 Fuente: 
| Fecha           | Estadio            | Local                  | Resultado                                               | Visitante              |
| --------------- | ------------------ | ---------------------- | ------------------------------------------------------- | ---------------------- |
| 21 de octubre   | Stadion Feijenoord | Feyenoord Róterdam     | 3:0 Archivado el 5 de junio de 2009 en Wayback Machine. | Heart of Midlothian FC |
| 21 de octubre   | Arena AufSchalke   | FC Schalke 04          | 1:1 Archivado el 5 de junio de 2009 en Wayback Machine. | FC Basel               |
| 4 de noviembre  | Tynecastle Stadium | Heart of Midlothian FC | 0:1 Archivado el 4 de junio de 2009 en Wayback Machine. | FC Schalke 04          |
| 4 de noviembre  | Stadion Üllöi Út   | Ferencváros TC         | 1:1 Archivado el 4 de junio de 2009 en Wayback Machine. | Feyenoord Róterdam     |
| 25 de noviembre | St. Jakob Park     | FC Basel               | 1:2 Archivado el 4 de junio de 2009 en Wayback Machine. | Heart of Midlothian FC |
| 25 de noviembre | Arena AufSchalke   | FC Schalke 04          | 2:0 Archivado el 4 de junio de 2009 en Wayback Machine. | Ferencváros TC         |
| 1 de diciembre  | Stadion Üllöi Út   | Ferencváros TC         | 1:2 Archivado el 4 de junio de 2009 en Wayback Machine. | FC Basel               |
| 1 de diciembre  | Stadion Feijenoord | Feyenoord Róterdam     | 2:1 Archivado el 4 de junio de 2009 en Wayback Machine. | FC Schalke 04          |
| 16 de diciembre | St. Jakob Park     | FC Basel               | 1:0 Archivado el 4 de junio de 2009 en Wayback Machine. | Feyenoord Róterdam     |
| 16 de diciembre | Tynecastle Stadium | Heart of Midlothian FC | 0:1 Archivado el 4 de junio de 2009 en Wayback Machine. | Ferencváros TC         |

### Grupo B
| Pos. | Equipo             | Pts. | PJ | G | E | P | GF | GC | Dif. | Clasificación                   |
| ---- | ------------------ | ---- | -- | - | - | - | -- | -- | ---- | ------------------------------- |
| 1    | Athletic Club      | 9    | 4  | 3 | 0 | 1 | 11 | 4  | +7   | Acceso a dieciseisavos de final |
| 2    | Steaua de Bucarest | 6    | 4  | 2 | 0 | 2 | 4  | 3  | +1   | Acceso a dieciseisavos de final |
| 3    | Parma              | 6    | 4  | 2 | 0 | 2 | 5  | 6  | −1   | Acceso a dieciseisavos de final |
| 4    | Beşiktaş           | 4    | 4  | 1 | 1 | 2 | 7  | 7  | 0    |                                 |
| 5    | Standard de Lieja  | 4    | 4  | 1 | 1 | 2 | 4  | 11 | −7   |                                 |

 Fuente: 
| Fecha           | Estadio           | Local           | Resultado                                               | Visitante       |
| --------------- | ----------------- | --------------- | ------------------------------------------------------- | --------------- |
| 21 de octubre   | San Mamés         | Athletic Club   | 2:0 Archivado el 26 de mayo de 2009 en Wayback Machine. | Parma AC        |
| 21 de octubre   | Stadionul Steaua  | Steaua Bucarest | 2:0 Archivado el 4 de junio de 2009 en Wayback Machine. | Standard Lieja  |
| 4 de noviembre  | Ennio Tardini     | Parma AC        | 1:0 Archivado el 5 de junio de 2009 en Wayback Machine. | Steaua Bucarest |
| 4 de noviembre  | BJK İnönü Stadium | Beşiktaş JK     | 3:1 Archivado el 26 de mayo de 2009 en Wayback Machine. | Athletic Club   |
| 25 de noviembre | Maurice Dufrasne  | Standard Lieja  | 2:1 Archivado el 5 de junio de 2009 en Wayback Machine. | Parma AC        |
| 25 de noviembre | Stadionul Steaua  | Steaua Bucarest | 2:1 Archivado el 5 de junio de 2009 en Wayback Machine. | Beşiktaş JK     |
| 1 de diciembre  | BJK İnönü Stadium | Beşiktaş JK     | 1:1 Archivado el 4 de junio de 2009 en Wayback Machine. | Standard Lieja  |
| 1 de diciembre  | San Mamés         | Athletic Club   | 1:0 Archivado el 26 de mayo de 2009 en Wayback Machine. | Steaua Bucarest |
| 16 de diciembre | Maurice Dufrasne  | Standard Lieja  | 1:7 Archivado el 26 de mayo de 2009 en Wayback Machine. | Athletic Club   |
| 16 de diciembre | Ennio Tardini     | Parma AC        | 3:2 Archivado el 4 de junio de 2009 en Wayback Machine. | Beşiktaş JK     |

### Grupo C
| Pos. | Equipo                | Pts. | PJ | G | E | P | GF | GC | Dif. | Clasificación                   |
| ---- | --------------------- | ---- | -- | - | - | - | -- | -- | ---- | ------------------------------- |
| 1    | Dnipro Dnipropetrovsk | 9    | 4  | 3 | 0 | 1 | 7  | 5  | +2   | Acceso a dieciseisavos de final |
| 2    | Real Zaragoza         | 7    | 4  | 2 | 1 | 1 | 5  | 3  | +2   | Acceso a dieciseisavos de final |
| 3    | Austria Viena         | 7    | 4  | 2 | 1 | 1 | 4  | 3  | +1   | Acceso a dieciseisavos de final |
| 4    | Brujas                | 5    | 4  | 1 | 2 | 1 | 5  | 5  | 0    |                                 |
| 5    | Utrecht               | 0    | 4  | 0 | 0 | 4 | 2  | 7  | −5   |                                 |

 Fuente: 
| Fecha           | Estadio             | Local                 | Resultado                                               | Visitante             |
| --------------- | ------------------- | --------------------- | ------------------------------------------------------- | --------------------- |
| 21 de octubre   | La Romareda         | Real Zaragoza         | 2:0 Archivado el 16 de mayo de 2008 en Wayback Machine. | FC Utrecht            |
| 21 de octubre   | Stadium Meteor      | Dnipro Dnipropetrovsk | 3:2 Archivado el 16 de mayo de 2008 en Wayback Machine. | Club Brujas           |
| 4 de noviembre  | Stadion Galgenwaard | FC Utrecht            | 1:2 Archivado el 16 de mayo de 2008 en Wayback Machine. | Dnipro Dnipropetrovsk |
| 4 de noviembre  | Ernst Happel        | FK Austria Viena      | 1:0 Archivado el 16 de mayo de 2008 en Wayback Machine. | Real Zaragoza         |
| 25 de noviembre | Jan Breydel Stadium | Club Brujas           | 1:0 Archivado el 16 de mayo de 2008 en Wayback Machine. | FC Utrecht            |
| 25 de noviembre | Stadium Meteor      | Dnipro Dnipropetrovsk | 1:0 Archivado el 16 de mayo de 2008 en Wayback Machine. | FK Austria Viena      |
| 1 de diciembre  | Ernst Happel        | FK Austria Viena      | 1:1 Archivado el 16 de mayo de 2008 en Wayback Machine. | Club Brujas           |
| 1 de diciembre  | La Romareda         | Real Zaragoza         | 2:1 Archivado el 16 de mayo de 2008 en Wayback Machine. | Dnipro Dnipropetrovsk |
| 16 de diciembre | Jan Breydel Stadium | Club Brujas           | 1:1 Archivado el 16 de mayo de 2008 en Wayback Machine. | Real Zaragoza         |
| 16 de diciembre | Stadion Galgenwaard | FC Utrecht            | 1:2 Archivado el 16 de mayo de 2008 en Wayback Machine. | FK Austria Viena      |

### Grupo D
| Pos. | Equipo            | Pts. | PJ | G | E | P | GF | GC | Dif. | Clasificación                   |
| ---- | ----------------- | ---- | -- | - | - | - | -- | -- | ---- | ------------------------------- |
| 1    | Newcastle United  | 10   | 4  | 3 | 1 | 0 | 8  | 1  | +7   | Acceso a dieciseisavos de final |
| 2    | Sochaux           | 9    | 4  | 3 | 0 | 1 | 4  | 4  | 0    | Acceso a dieciseisavos de final |
| 3    | Sporting Portugal | 7    | 4  | 2 | 1 | 1 | 9  | 3  | +6   | Acceso a dieciseisavos de final |
| 4    | Panionios         | 3    | 4  | 1 | 0 | 3 | 6  | 8  | −2   |                                 |
| 5    | Dinamo Tbilisi    | 0    | 4  | 0 | 0 | 4 | 2  | 13 | −11  |                                 |

 Fuente: 
| Fecha           | Estadio         | Local                | Resultado                                               | Visitante            |
| --------------- | --------------- | -------------------- | ------------------------------------------------------- | -------------------- |
| 21 de octubre   | Nea Smyrni      | Panionios NFC        | 0:1 Archivado el 16 de mayo de 2008 en Wayback Machine. | Newcastle United     |
| 21 de octubre   | Boris Paichadze | Dinamo Tbilisi       | 0:2 Archivado el 16 de mayo de 2008 en Wayback Machine. | FC Sochaux           |
| 4 de noviembre  | St James' Park  | Newcastle United     | 2:0 Archivado el 16 de mayo de 2008 en Wayback Machine. | Dinamo Tbilisi       |
| 4 de noviembre  | José Alvalade   | Sporting de Portugal | 4:1 Archivado el 16 de mayo de 2008 en Wayback Machine. | Panionios NFC        |
| 25 de noviembre | Auguste Bonal   | FC Sochaux           | 0:4 Archivado el 16 de mayo de 2008 en Wayback Machine. | Newcastle United     |
| 25 de noviembre | Boris Paichadze | Dinamo Tbilisi       | 0:4 Archivado el 16 de mayo de 2008 en Wayback Machine. | Sporting de Portugal |
| 1 de diciembre  | José Alvalade   | Sporting de Portugal | 0:1 Archivado el 16 de mayo de 2008 en Wayback Machine. | FC Sochaux           |
| 1 de diciembre  | Nea Smyrni      | Panionios NFC        | 5:2 Archivado el 16 de mayo de 2008 en Wayback Machine. | Dinamo Tbilisi       |
| 16 de diciembre | Auguste Bonal   | FC Sochaux           | 1:0 Archivado el 16 de mayo de 2008 en Wayback Machine. | Panionios NFC        |
| 16 de diciembre | St James' Park  | Newcastle United     | 1:1 Archivado el 16 de mayo de 2008 en Wayback Machine. | Sporting de Portugal |

### Grupo E
| Pos. | Equipo               | Pts. | PJ | G | E | P | GF | GC | Dif. | Clasificación                   |
| ---- | -------------------- | ---- | -- | - | - | - | -- | -- | ---- | ------------------------------- |
| 1    | Middlesbrough        | 9    | 4  | 3 | 0 | 1 | 6  | 2  | +4   | Acceso a dieciseisavos de final |
| 2    | Villarreal           | 8    | 4  | 2 | 2 | 0 | 8  | 2  | +6   | Acceso a dieciseisavos de final |
| 3    | Partizán de Belgrado | 5    | 4  | 1 | 2 | 1 | 7  | 6  | +1   | Acceso a dieciseisavos de final |
| 4    | Lazio                | 3    | 4  | 0 | 3 | 1 | 5  | 7  | −2   |                                 |
| 5    | Egaleo               | 1    | 4  | 0 | 1 | 3 | 2  | 11 | −9   |                                 |

 Fuente: 
| Fecha           | Estadio          | Local             | Resultado                                                                                             | Visitante         |
| --------------- | ---------------- | ----------------- | --- | ----------------- |
| 21 de octubre   | Georgios Kamaras | Egaleo FC         | 0:1 (enlace roto disponible en Internet Archive; véase el historial, la primera versión y la última). | Middlesbrough FC  |
| 21 de octubre   | Olímpico de Roma | SS Lazio          | 1:1 (enlace roto disponible en Internet Archive; véase el historial, la primera versión y la última). | Villarreal CF     |
| 4 de noviembre  | Riverside        | Middlesbrough FC  | 2:0 (enlace roto disponible en Internet Archive; véase el historial, la primera versión y la última). | SS Lazio          |
| 4 de noviembre  | Partizan Stadium | Partizan Belgrado | 4:0 (enlace roto disponible en Internet Archive; véase el historial, la primera versión y la última). | Egaleo FC         |
| 25 de noviembre | El Madrigal      | Villarreal CF     | 2:0 (enlace roto disponible en Internet Archive; véase el historial, la primera versión y la última). | Middlesbrough FC  |
| 25 de noviembre | Olímpico de Roma | SS Lazio          | 2:2 (enlace roto disponible en Internet Archive; véase el historial, la primera versión y la última). | Partizan Belgrado |
| 2 de diciembre  | Partizan Stadium | Partizan Belgrado | 1:1 (enlace roto disponible en Internet Archive; véase el historial, la primera versión y la última). | Villarreal CF     |
| 2 de diciembre  | Georgios Kamaras | Egaleo FC         | 2:2 (enlace roto disponible en Internet Archive; véase el historial, la primera versión y la última). | SS Lazio          |
| 15 de diciembre | El Madrigal      | Villarreal CF     | 4:0 (enlace roto disponible en Internet Archive; véase el historial, la primera versión y la última). | Egaleo FC         |
| 15 de diciembre | Riverside        | Middlesbrough FC  | 3:0 (enlace roto disponible en Internet Archive; véase el historial, la primera versión y la última). | Partizan Belgrado |

### Grupo F
| Pos. | Equipo       | Pts. | PJ | G | E | P | GF | GC | Dif. | Clasificación                   |
| ---- | ------------ | ---- | -- | - | - | - | -- | -- | ---- | ------------------------------- |
| 1    | AZ Alkmaar   | 9    | 4  | 3 | 0 | 1 | 6  | 3  | +3   | Acceso a dieciseisavos de final |
| 2    | Auxerre      | 7    | 4  | 2 | 1 | 1 | 7  | 3  | +4   | Acceso a dieciseisavos de final |
| 3    | Grazer       | 7    | 4  | 2 | 1 | 1 | 5  | 4  | +1   | Acceso a dieciseisavos de final |
| 4    | Rangers      | 6    | 4  | 2 | 0 | 2 | 8  | 3  | +5   |                                 |
| 5    | Amica Wronki | 0    | 4  | 0 | 0 | 4 | 3  | 16 | −13  |                                 |

 Fuente: 
| Fecha           | Estadio                     | Local           | Resultado                                                                                             | Visitante       |
| --------------- | --------------------------- | --------------- | --- | --------------- |
| 21 de octubre   | Estadio de l'Abbé-Deschamps | AJ Auxerre      | 0:0 (enlace roto disponible en Internet Archive; véase el historial, la primera versión y la última). | Grazer AK       |
| 21 de octubre   | Stadion Główny              | Amica Wronki    | 0:5 (enlace roto disponible en Internet Archive; véase el historial, la primera versión y la última). | Glasgow Rangers |
| 4 de noviembre  | UPC-Arena                   | Grazer AK       | 3:1 (enlace roto disponible en Internet Archive; véase el historial, la primera versión y la última). | Amica Wronki    |
| 4 de noviembre  | Alkmaarderhout              | AZ Alkmaar      | 2:0 (enlace roto disponible en Internet Archive; véase el historial, la primera versión y la última). | AJ Auxerre      |
| 25 de noviembre | Ibrox Stadium               | Glasgow Rangers | 3:0 (enlace roto disponible en Internet Archive; véase el historial, la primera versión y la última). | Grazer AK       |
| 25 de noviembre | Stadion Główny              | Amica Wronki    | 1:3 (enlace roto disponible en Internet Archive; véase el historial, la primera versión y la última). | AZ Alkmaar      |
| 2 de diciembre  | Alkmaarderhout              | AZ Alkmaar      | 1:0 (enlace roto disponible en Internet Archive; véase el historial, la primera versión y la última). | Glasgow Rangers |
| 2 de diciembre  | Estadio de l'Abbé-Deschamps | AJ Auxerre      | 5:1 (enlace roto disponible en Internet Archive; véase el historial, la primera versión y la última). | Amica Wronki    |
| 15 de diciembre | Ibrox Stadium               | Glasgow Rangers | 0:2 (enlace roto disponible en Internet Archive; véase el historial, la primera versión y la última). | AJ Auxerre      |
| 15 de diciembre | UPC-Arena                   | Grazer AK       | 2:0 (enlace roto disponible en Internet Archive; véase el historial, la primera versión y la última). | AZ Alkmaar      |

### Grupo G
| Pos. | Equipo        | Pts. | PJ | G | E | P | GF | GC | Dif. | Clasificación                   |
| ---- | ------------- | ---- | -- | - | - | - | -- | -- | ---- | ------------------------------- |
| 1    | Stuttgart     | 9    | 4  | 3 | 0 | 1 | 10 | 3  | +7   | Acceso a dieciseisavos de final |
| 2    | Benfica       | 9    | 4  | 3 | 0 | 1 | 9  | 5  | +4   | Acceso a dieciseisavos de final |
| 3    | Heerenveen    | 7    | 4  | 2 | 1 | 1 | 6  | 6  | 0    | Acceso a dieciseisavos de final |
| 4    | Dinamo Zagreb | 4    | 4  | 1 | 1 | 2 | 9  | 7  | +2   |                                 |
| 5    | Beveren       | 0    | 4  | 0 | 0 | 4 | 2  | 15 | −13  |                                 |

 Fuente: 
| Fecha           | Estadio                  | Local            | Resultado                                                                                             | Visitante        |
| --------------- | ------------------------ | ---------------- | --- | ---------------- |
| 21 de octubre   | Freethiel Stadion        | KSK Beveren      | 1:5 (enlace roto disponible en Internet Archive; véase el historial, la primera versión y la última). | VfB Stuttgart    |
| 21 de octubre   | Estádio da Luz           | SL Benfica       | 4:2 (enlace roto disponible en Internet Archive; véase el historial, la primera versión y la última). | SC Heerenveen    |
| 4 de noviembre  | Gottlieb-Daimler-Stadion | VfB Stuttgart    | 3:0 (enlace roto disponible en Internet Archive; véase el historial, la primera versión y la última). | SL Benfica       |
| 4 de noviembre  | Maksimir Stadium         | NK Dinamo Zagreb | 6:1 (enlace roto disponible en Internet Archive; véase el historial, la primera versión y la última). | KSK Beveren      |
| 25 de noviembre | Abe Lenstra Stadion      | SC Heerenveen    | 1:0 (enlace roto disponible en Internet Archive; véase el historial, la primera versión y la última). | VfB Stuttgart    |
| 25 de noviembre | Estádio da Luz           | SL Benfica       | 2:0 (enlace roto disponible en Internet Archive; véase el historial, la primera versión y la última). | NK Dinamo Zagreb |
| 2 de diciembre  | Maksimir Stadium         | NK Dinamo Zagreb | 2:2 (enlace roto disponible en Internet Archive; véase el historial, la primera versión y la última). | SC Heerenveen    |
| 2 de diciembre  | Freethiel Stadion        | KSK Beveren      | 0:3 (enlace roto disponible en Internet Archive; véase el historial, la primera versión y la última). | SL Benfica       |
| 15 de diciembre | Abe Lenstra Stadion      | SC Heerenveen    | 1:0 (enlace roto disponible en Internet Archive; véase el historial, la primera versión y la última). | KSK Beveren      |
| 15 de diciembre | Gottlieb-Daimler-Stadion | VfB Stuttgart    | 2:1 (enlace roto disponible en Internet Archive; véase el historial, la primera versión y la última). | NK Dinamo Zagreb |

### Grupo H
| Pos. | Equipo           | Pts. | PJ | G | E | P | GF | GC | Dif. | Clasificación                   |
| ---- | ---------------- | ---- | -- | - | - | - | -- | -- | ---- | ------------------------------- |
| 1    | Lille            | 9    | 4  | 3 | 0 | 1 | 5  | 3  | +2   | Acceso a dieciseisavos de final |
| 2    | Sevilla          | 7    | 4  | 2 | 1 | 1 | 6  | 4  | +2   | Acceso a dieciseisavos de final |
| 3    | Alemannia Aachen | 7    | 4  | 2 | 1 | 1 | 5  | 4  | +1   | Acceso a dieciseisavos de final |
| 4    | Zenit            | 5    | 4  | 1 | 2 | 1 | 9  | 6  | +3   |                                 |
| 5    | AEK Atenas       | 0    | 4  | 0 | 0 | 4 | 4  | 12 | −8   |                                 |

 Fuente: 
| Fecha           | Estadio                 | Local                 | Resultado                                                                                             | Visitante             |
| --------------- | ----------------------- | --------------------- | --- | --------------------- |
| 21 de octubre   | RheinEnergieStadion     | Alemannia Aachen      | 1:0 (enlace roto disponible en Internet Archive; véase el historial, la primera versión y la última). | Lille OSC             |
| 21 de octubre   | Estadio Petrovsky       | Zenit San Petersburgo | 5:1 (enlace roto disponible en Internet Archive; véase el historial, la primera versión y la última). | AEK Atenas            |
| 4 de noviembre  | Estadio Lille Metropole | Lille OSC             | 2:1 (enlace roto disponible en Internet Archive; véase el historial, la primera versión y la última). | Zenit San Petersburgo |
| 4 de noviembre  | Ramón Sánchez Pizjuán   | Sevilla FC            | 2:0 (enlace roto disponible en Internet Archive; véase el historial, la primera versión y la última). | Alemannia Aachen      |
| 25 de noviembre | Olímpico de Atenas      | AEK Atenas            | 1:2 (enlace roto disponible en Internet Archive; véase el historial, la primera versión y la última). | Lille OSC             |
| 25 de noviembre | Ramón Sánchez Pizjuán   | Zenit San Petersburgo | 1:1 (enlace roto disponible en Internet Archive; véase el historial, la primera versión y la última). | Sevilla FC            |
| 2 de diciembre  | Maksimir Stadium        | Sevilla FC            | 3:2 (enlace roto disponible en Internet Archive; véase el historial, la primera versión y la última). | AEK Atenas            |
| 2 de diciembre  | RheinEnergieStadion     | Alemannia Aachen      | 2:2 (enlace roto disponible en Internet Archive; véase el historial, la primera versión y la última). | Zenit San Petersburgo |
| 15 de diciembre | Olímpico de Atenas      | AEK Atenas            | 0:2 (enlace roto disponible en Internet Archive; véase el historial, la primera versión y la última). | Alemannia Aachen      |
| 15 de diciembre | Estadio Lille Metropole | Lille OSC             | 1:0 (enlace roto disponible en Internet Archive; véase el historial, la primera versión y la última). | Sevilla FC            |

## Rondas finales
|  | Dieciseisavos de final                                          | Dieciseisavos de final                                          | Dieciseisavos de final                                          | Dieciseisavos de final                                          |   |                      | Octavos de final                                            | Octavos de final                                            | Octavos de final                                            | Octavos de final                                            |  |                  | Cuartos de final                                      | Cuartos de final                                      | Cuartos de final                                      | Cuartos de final                                      |  |                         | Semifinales                                          | Semifinales                                          | Semifinales                                          | Semifinales                                          |  |                    | Final                                            | Final                                            |  |
|  | 16 y 17 de febrero de 2005 (ida) 24 de febrero de 2005 (vuelta) | 16 y 17 de febrero de 2005 (ida) 24 de febrero de 2005 (vuelta) | 16 y 17 de febrero de 2005 (ida) 24 de febrero de 2005 (vuelta) | 16 y 17 de febrero de 2005 (ida) 24 de febrero de 2005 (vuelta) |   |                      | 10 de marzo de 2005 (ida) 16 y 17 de marzo de 2005 (vuelta) | 10 de marzo de 2005 (ida) 16 y 17 de marzo de 2005 (vuelta) | 10 de marzo de 2005 (ida) 16 y 17 de marzo de 2005 (vuelta) | 10 de marzo de 2005 (ida) 16 y 17 de marzo de 2005 (vuelta) |  |                  | 7 de abril de 2005 (ida) 14 de abril de 2005 (vuelta) | 7 de abril de 2005 (ida) 14 de abril de 2005 (vuelta) | 7 de abril de 2005 (ida) 14 de abril de 2005 (vuelta) | 7 de abril de 2005 (ida) 14 de abril de 2005 (vuelta) |  |                         | 28 de abril de 2005 (ida) 5 de mayo de 2005 (vuelta) | 28 de abril de 2005 (ida) 5 de mayo de 2005 (vuelta) | 28 de abril de 2005 (ida) 5 de mayo de 2005 (vuelta) | 28 de abril de 2005 (ida) 5 de mayo de 2005 (vuelta) |  |                    | 18 de mayo de 2005 Estadio José Alvalade, Lisboa | 18 de mayo de 2005 Estadio José Alvalade, Lisboa |  |
|  |                                                                 |                                                                 |                                                                 |                                                                 |   |                      |                                                             |                                                             |                                                             |                                                             |  |                  |                                                       |                                                       |                                                       |                                                       |  |                         |                                                      |                                                      |                                                      |                                                      |  |                    |                                                  |                                                  |  |
|  |                                                                 |                                                                 |                                                                 |                                                                 |   |                      |                                                             |                                                             |                                                             |                                                             |  |                  |                                                       |                                                       |                                                       |                                                       |  |                         |                                                      |                                                      |                                                      |                                                      |  |                    |                                                  |                                                  |  |
|  | Olympiacos                                                      | 1                                                               | 1                                                               | 2                                                               |   |                      |                                                             |                                                             |                                                             |                                                             |  |                  |                                                       |                                                       |                                                       |                                                       |  |                         |                                                      |                                                      |                                                      |                                                      |  |                    |                                                  |                                                  |  |
|  | Olympiacos                                                      | 1                                                               | 1                                                               | 2                                                               |   |                      |                                                             |                                                             |                                                             |                                                             |  |                  |                                                       |                                                       |                                                       |                                                       |  |                         |                                                      |                                                      |                                                      |                                                      |  |                    |                                                  |                                                  |  |
|  | Sochaux                                                         | 0                                                               | 0                                                               | 0                                                               |   |                      |                                                             |                                                             |                                                             |                                                             |  |                  |                                                       |                                                       |                                                       |                                                       |  |                         |                                                      |                                                      |                                                      |                                                      |  |                    |                                                  |                                                  |  |
|  | Sochaux                                                         | 0                                                               | 0                                                               | 0                                                               |   | Olympiacos           | 1                                                           | 0                                                           | 1                                                           |                                                             |  |                  |                                                       |                                                       |                                                       |                                                       |  |                         |                                                      |                                                      |                                                      |                                                      |  |                    |                                                  |                                                  |  |
|  |                                                                 |                                                                 |                                                                 |                                                                 |   | Olympiacos           | 1                                                           | 0                                                           | 1                                                           |                                                             |  |                  |                                                       |                                                       |                                                       |                                                       |  |                         |                                                      |                                                      |                                                      |                                                      |  |                    |                                                  |                                                  |  |
|  |                                                                 |                                                                 | Newcastle United                                                | 3                                                               | 4 | 7                    |                                                             |                                                             |                                                             |                                                             |  |                  |                                                       |                                                       |                                                       |                                                       |  |                         |                                                      |                                                      |                                                      |                                                      |  |                    |                                                  |                                                  |  |
|  | Heerenveen                                                      | 1                                                               | Newcastle United                                                | 3                                                               | 4 | 7                    | 1                                                           | 2                                                           |                                                             |                                                             |  |                  |                                                       |                                                       |                                                       |                                                       |  |                         |                                                      |                                                      |                                                      |                                                      |  |                    |                                                  |                                                  |  |
|  | Heerenveen                                                      | 1                                                               |                                                                 |                                                                 |   |                      |                                                             |                                                             |                                                             |                                                             |  |                  |                                                       |                                                       |                                                       |                                                       |  |                         |                                                      |                                                      |                                                      |                                                      |  |                    |                                                  |                                                  |  |
|  | Newcastle United                                                | 2                                                               | 2                                                               | 4                                                               |   |                      |                                                             |                                                             |                                                             |                                                             |  |                  |                                                       |                                                       |                                                       |                                                       |  |                         |                                                      |                                                      |                                                      |                                                      |  |                    |                                                  |                                                  |  |
|  | Newcastle United                                                | 2                                                               | 2                                                               | 4                                                               |   |                      |                                                             |                                                             |                                                             |                                                             |  | Newcastle United | 1                                                     | 1                                                     | 2                                                     |                                                       |  |                         |                                                      |                                                      |                                                      |                                                      |  |                    |                                                  |                                                  |  |
|  |                                                                 |                                                                 |                                                                 |                                                                 |   |                      |                                                             |                                                             |                                                             |                                                             |  | Newcastle United | 1                                                     | 1                                                     | 2                                                     |                                                       |  |                         |                                                      |                                                      |                                                      |                                                      |  |                    |                                                  |                                                  |  |
|  |                                                                 |                                                                 | Sporting de Lisboa                                              | 0                                                               | 4 | 4                    |                                                             |                                                             |                                                             |                                                             |  |                  |                                                       |                                                       |                                                       |                                                       |  |                         |                                                      |                                                      |                                                      |                                                      |  |                    |                                                  |                                                  |  |
|  | Grazer                                                          | 2                                                               | Sporting de Lisboa                                              | 0                                                               | 4 | 4                    | 1                                                           | 3                                                           |                                                             |                                                             |  |                  |                                                       |                                                       |                                                       |                                                       |  |                         |                                                      |                                                      |                                                      |                                                      |  |                    |                                                  |                                                  |  |
|  | Grazer                                                          | 2                                                               |                                                                 |                                                                 |   |                      |                                                             |                                                             |                                                             |                                                             |  |                  |                                                       |                                                       |                                                       |                                                       |  |                         |                                                      |                                                      |                                                      |                                                      |  |                    |                                                  |                                                  |  |
|  | Middlesbrough                                                   | 2                                                               | 2                                                               | 4                                                               |   |                      |                                                             |                                                             |                                                             |                                                             |  |                  |                                                       |                                                       |                                                       |                                                       |  |                         |                                                      |                                                      |                                                      |                                                      |  |                    |                                                  |                                                  |  |
|  | Middlesbrough                                                   | 2                                                               | 2                                                               | 4                                                               |   | Middlesbrough        | 2                                                           | 0                                                           | 2                                                           |                                                             |  |                  |                                                       |                                                       |                                                       |                                                       |  |                         |                                                      |                                                      |                                                      |                                                      |  |                    |                                                  |                                                  |  |
|  |                                                                 |                                                                 |                                                                 |                                                                 |   | Middlesbrough        | 2                                                           | 0                                                           | 2                                                           |                                                             |  |                  |                                                       |                                                       |                                                       |                                                       |  |                         |                                                      |                                                      |                                                      |                                                      |  |                    |                                                  |                                                  |  |
|  |                                                                 |                                                                 | Sporting de Lisboa                                              | 3                                                               | 1 | 4                    |                                                             |                                                             |                                                             |                                                             |  |                  |                                                       |                                                       |                                                       |                                                       |  |                         |                                                      |                                                      |                                                      |                                                      |  |                    |                                                  |                                                  |  |
|  | Sporting de Lisboa                                              | 2                                                               | Sporting de Lisboa                                              | 3                                                               | 1 | 4                    | 2                                                           | 4                                                           |                                                             |                                                             |  |                  |                                                       |                                                       |                                                       |                                                       |  |                         |                                                      |                                                      |                                                      |                                                      |  |                    |                                                  |                                                  |  |
|  | Sporting de Lisboa                                              | 2                                                               |                                                                 |                                                                 |   |                      |                                                             |                                                             |                                                             |                                                             |  |                  |                                                       |                                                       |                                                       |                                                       |  |                         |                                                      |                                                      |                                                      |                                                      |  |                    |                                                  |                                                  |  |
|  | Feyenoord                                                       | 1                                                               | 1                                                               | 2                                                               |   |                      |                                                             |                                                             |                                                             |                                                             |  |                  |                                                       |                                                       |                                                       |                                                       |  |                         |                                                      |                                                      |                                                      |                                                      |  |                    |                                                  |                                                  |  |
|  | Feyenoord                                                       | 1                                                               | 1                                                               | 2                                                               |   |                      |                                                             |                                                             |                                                             |                                                             |  |                  |                                                       |                                                       |                                                       |                                                       |  | Sporting de Lisboa (v.) | 2                                                    | 2                                                    | 4                                                    |                                                      |  |                    |                                                  |                                                  |  |
|  |                                                                 |                                                                 |                                                                 |                                                                 |   |                      |                                                             |                                                             |                                                             |                                                             |  |                  |                                                       |                                                       |                                                       |                                                       |  | Sporting de Lisboa (v.) | 2                                                    | 2                                                    | 4                                                    |                                                      |  |                    |                                                  |                                                  |  |
|  |                                                                 |                                                                 | AZ Alkmaar                                                      | 1                                                               | 3 | 4                    |                                                             |                                                             |                                                             |                                                             |  |                  |                                                       |                                                       |                                                       |                                                       |  |                         |                                                      |                                                      |                                                      |                                                      |  |                    |                                                  |                                                  |  |
|  | Valencia                                                        | 2                                                               | AZ Alkmaar                                                      | 1                                                               | 3 | 4                    | 0                                                           | 2 (3)                                                       |                                                             |                                                             |  |                  |                                                       |                                                       |                                                       |                                                       |  |                         |                                                      |                                                      |                                                      |                                                      |  |                    |                                                  |                                                  |  |
|  | Valencia                                                        | 2                                                               |                                                                 |                                                                 |   |                      |                                                             |                                                             |                                                             |                                                             |  |                  |                                                       |                                                       |                                                       |                                                       |  |                         |                                                      |                                                      |                                                      |                                                      |  |                    |                                                  |                                                  |  |
|  | Steaua de Bucarest (p.)                                         | 0                                                               | 2                                                               | 2 (4)                                                           |   |                      |                                                             |                                                             |                                                             |                                                             |  |                  |                                                       |                                                       |                                                       |                                                       |  |                         |                                                      |                                                      |                                                      |                                                      |  |                    |                                                  |                                                  |  |
|  | Steaua de Bucarest (p.)                                         | 0                                                               | 2                                                               | 2 (4)                                                           |   | Steaua de Bucarest   | 0                                                           | 0                                                           | 0                                                           |                                                             |  |                  |                                                       |                                                       |                                                       |                                                       |  |                         |                                                      |                                                      |                                                      |                                                      |  |                    |                                                  |                                                  |  |
|  |                                                                 |                                                                 |                                                                 |                                                                 |   | Steaua de Bucarest   | 0                                                           | 0                                                           | 0                                                           |                                                             |  |                  |                                                       |                                                       |                                                       |                                                       |  |                         |                                                      |                                                      |                                                      |                                                      |  |                    |                                                  |                                                  |  |
|  |                                                                 |                                                                 | Villarreal                                                      | 0                                                               | 2 | 2                    |                                                             |                                                             |                                                             |                                                             |  |                  |                                                       |                                                       |                                                       |                                                       |  |                         |                                                      |                                                      |                                                      |                                                      |  |                    |                                                  |                                                  |  |
|  | Dinamo de Kiev                                                  | 0                                                               | Villarreal                                                      | 0                                                               | 2 | 2                    | 0                                                           | 0                                                           |                                                             |                                                             |  |                  |                                                       |                                                       |                                                       |                                                       |  |                         |                                                      |                                                      |                                                      |                                                      |  |                    |                                                  |                                                  |  |
|  | Dinamo de Kiev                                                  | 0                                                               |                                                                 |                                                                 |   |                      |                                                             |                                                             |                                                             |                                                             |  |                  |                                                       |                                                       |                                                       |                                                       |  |                         |                                                      |                                                      |                                                      |                                                      |  |                    |                                                  |                                                  |  |
|  | Villarreal                                                      | 0                                                               | 2                                                               | 2                                                               |   |                      |                                                             |                                                             |                                                             |                                                             |  |                  |                                                       |                                                       |                                                       |                                                       |  |                         |                                                      |                                                      |                                                      |                                                      |  |                    |                                                  |                                                  |  |
|  | Villarreal                                                      | 0                                                               | 2                                                               | 2                                                               |   |                      |                                                             |                                                             |                                                             |                                                             |  | Villarreal       | 1                                                     | 1                                                     | 2                                                     |                                                       |  |                         |                                                      |                                                      |                                                      |                                                      |  |                    |                                                  |                                                  |  |
|  |                                                                 |                                                                 |                                                                 |                                                                 |   |                      |                                                             |                                                             |                                                             |                                                             |  | Villarreal       | 1                                                     | 1                                                     | 2                                                     |                                                       |  |                         |                                                      |                                                      |                                                      |                                                      |  |                    |                                                  |                                                  |  |
|  |                                                                 |                                                                 | AZ Alkmaar                                                      | 2                                                               | 1 | 3                    |                                                             |                                                             |                                                             |                                                             |  |                  |                                                       |                                                       |                                                       |                                                       |  |                         |                                                      |                                                      |                                                      |                                                      |  |                    |                                                  |                                                  |  |
|  | Shakhtar Donetsk                                                | 1                                                               | AZ Alkmaar                                                      | 2                                                               | 1 | 3                    | 1                                                           | 2                                                           |                                                             |                                                             |  |                  |                                                       |                                                       |                                                       |                                                       |  |                         |                                                      |                                                      |                                                      |                                                      |  |                    |                                                  |                                                  |  |
|  | Shakhtar Donetsk                                                | 1                                                               |                                                                 |                                                                 |   |                      |                                                             |                                                             |                                                             |                                                             |  |                  |                                                       |                                                       |                                                       |                                                       |  |                         |                                                      |                                                      |                                                      |                                                      |  |                    |                                                  |                                                  |  |
|  | Schalke 04                                                      | 1                                                               | 0                                                               | 1                                                               |   |                      |                                                             |                                                             |                                                             |                                                             |  |                  |                                                       |                                                       |                                                       |                                                       |  |                         |                                                      |                                                      |                                                      |                                                      |  |                    |                                                  |                                                  |  |
|  | Schalke 04                                                      | 1                                                               | 0                                                               | 1                                                               |   | Shakhtar Donetsk     | 1                                                           | 1                                                           | 2                                                           |                                                             |  |                  |                                                       |                                                       |                                                       |                                                       |  |                         |                                                      |                                                      |                                                      |                                                      |  |                    |                                                  |                                                  |  |
|  |                                                                 |                                                                 |                                                                 |                                                                 |   | Shakhtar Donetsk     | 1                                                           | 1                                                           | 2                                                           |                                                             |  |                  |                                                       |                                                       |                                                       |                                                       |  |                         |                                                      |                                                      |                                                      |                                                      |  |                    |                                                  |                                                  |  |
|  |                                                                 |                                                                 | AZ Alkmaar                                                      | 3                                                               | 2 | 5                    |                                                             |                                                             |                                                             |                                                             |  |                  |                                                       |                                                       |                                                       |                                                       |  |                         |                                                      |                                                      |                                                      |                                                      |  |                    |                                                  |                                                  |  |
|  | Alemannia Aachen                                                | 0                                                               | AZ Alkmaar                                                      | 3                                                               | 2 | 5                    | 1                                                           | 1                                                           |                                                             |                                                             |  |                  |                                                       |                                                       |                                                       |                                                       |  |                         |                                                      |                                                      |                                                      |                                                      |  |                    |                                                  |                                                  |  |
|  | Alemannia Aachen                                                | 0                                                               |                                                                 |                                                                 |   |                      |                                                             |                                                             |                                                             |                                                             |  |                  |                                                       |                                                       |                                                       |                                                       |  |                         |                                                      |                                                      |                                                      |                                                      |  |                    |                                                  |                                                  |  |
|  | AZ Alkmaar                                                      | 0                                                               | 2                                                               | 2                                                               |   |                      |                                                             |                                                             |                                                             |                                                             |  |                  |                                                       |                                                       |                                                       |                                                       |  |                         |                                                      |                                                      |                                                      |                                                      |  |                    |                                                  |                                                  |  |
|  | AZ Alkmaar                                                      | 0                                                               | 2                                                               | 2                                                               |   |                      |                                                             |                                                             |                                                             |                                                             |  |                  |                                                       |                                                       |                                                       |                                                       |  |                         |                                                      |                                                      |                                                      |                                                      |  | Sporting de Lisboa | 1                                                |                                                  |  |
|  |                                                                 |                                                                 |                                                                 |                                                                 |   |                      |                                                             |                                                             |                                                             |                                                             |  |                  |                                                       |                                                       |                                                       |                                                       |  |                         |                                                      |                                                      |                                                      |                                                      |  | Sporting de Lisboa | 1                                                |                                                  |  |
|  |                                                                 |                                                                 | CSKA Moscú                                                      | 3                                                               |   |                      |                                                             |                                                             |                                                             |                                                             |  |                  |                                                       |                                                       |                                                       |                                                       |  |                         |                                                      |                                                      |                                                      |                                                      |  |                    |                                                  |                                                  |  |
|  | Austria Viena                                                   | 0                                                               | CSKA Moscú                                                      | 3                                                               | 2 | 2                    |                                                             |                                                             |                                                             |                                                             |  |                  |                                                       |                                                       |                                                       |                                                       |  |                         |                                                      |                                                      |                                                      |                                                      |  |                    |                                                  |                                                  |  |
|  | Austria Viena                                                   | 0                                                               |                                                                 |                                                                 |   |                      |                                                             |                                                             |                                                             |                                                             |  |                  |                                                       |                                                       |                                                       |                                                       |  |                         |                                                      |                                                      |                                                      |                                                      |  |                    |                                                  |                                                  |  |
|  | Athletic Club                                                   | 0                                                               | 1                                                               | 1                                                               |   |                      |                                                             |                                                             |                                                             |                                                             |  |                  |                                                       |                                                       |                                                       |                                                       |  |                         |                                                      |                                                      |                                                      |                                                      |  |                    |                                                  |                                                  |  |
|  | Athletic Club                                                   | 0                                                               | 1                                                               | 1                                                               |   | Austria Viena (v.)   | 1                                                           | 2                                                           | 3                                                           |                                                             |  |                  |                                                       |                                                       |                                                       |                                                       |  |                         |                                                      |                                                      |                                                      |                                                      |  |                    |                                                  |                                                  |  |
|  |                                                                 |                                                                 |                                                                 |                                                                 |   | Austria Viena (v.)   | 1                                                           | 2                                                           | 3                                                           |                                                             |  |                  |                                                       |                                                       |                                                       |                                                       |  |                         |                                                      |                                                      |                                                      |                                                      |  |                    |                                                  |                                                  |  |
|  |                                                                 |                                                                 | Real Zaragoza                                                   | 1                                                               | 2 | 3                    |                                                             |                                                             |                                                             |                                                             |  |                  |                                                       |                                                       |                                                       |                                                       |  |                         |                                                      |                                                      |                                                      |                                                      |  |                    |                                                  |                                                  |  |
|  | Fenerbahçe                                                      | 0                                                               | Real Zaragoza                                                   | 1                                                               | 2 | 3                    | 1                                                           | 1                                                           |                                                             |                                                             |  |                  |                                                       |                                                       |                                                       |                                                       |  |                         |                                                      |                                                      |                                                      |                                                      |  |                    |                                                  |                                                  |  |
|  | Fenerbahçe                                                      | 0                                                               |                                                                 |                                                                 |   |                      |                                                             |                                                             |                                                             |                                                             |  |                  |                                                       |                                                       |                                                       |                                                       |  |                         |                                                      |                                                      |                                                      |                                                      |  |                    |                                                  |                                                  |  |
|  | Real Zaragoza                                                   | 1                                                               | 2                                                               | 3                                                               |   |                      |                                                             |                                                             |                                                             |                                                             |  |                  |                                                       |                                                       |                                                       |                                                       |  |                         |                                                      |                                                      |                                                      |                                                      |  |                    |                                                  |                                                  |  |
|  | Real Zaragoza                                                   | 1                                                               | 2                                                               | 3                                                               |   |                      |                                                             |                                                             |                                                             |                                                             |  | Austria Viena    | 1                                                     | 0                                                     | 1                                                     |                                                       |  |                         |                                                      |                                                      |                                                      |                                                      |  |                    |                                                  |                                                  |  |
|  |                                                                 |                                                                 |                                                                 |                                                                 |   |                      |                                                             |                                                             |                                                             |                                                             |  | Austria Viena    | 1                                                     | 0                                                     | 1                                                     |                                                       |  |                         |                                                      |                                                      |                                                      |                                                      |  |                    |                                                  |                                                  |  |
|  |                                                                 |                                                                 | Parma (v.)                                                      | 1                                                               | 0 | 1                    |                                                             |                                                             |                                                             |                                                             |  |                  |                                                       |                                                       |                                                       |                                                       |  |                         |                                                      |                                                      |                                                      |                                                      |  |                    |                                                  |                                                  |  |
|  | Panathinaikos                                                   | 1                                                               | Parma (v.)                                                      | 1                                                               | 0 | 1                    | 0                                                           | 1                                                           |                                                             |                                                             |  |                  |                                                       |                                                       |                                                       |                                                       |  |                         |                                                      |                                                      |                                                      |                                                      |  |                    |                                                  |                                                  |  |
|  | Panathinaikos                                                   | 1                                                               |                                                                 |                                                                 |   |                      |                                                             |                                                             |                                                             |                                                             |  |                  |                                                       |                                                       |                                                       |                                                       |  |                         |                                                      |                                                      |                                                      |                                                      |  |                    |                                                  |                                                  |  |
|  | Sevilla                                                         | 0                                                               | 2                                                               | 2                                                               |   |                      |                                                             |                                                             |                                                             |                                                             |  |                  |                                                       |                                                       |                                                       |                                                       |  |                         |                                                      |                                                      |                                                      |                                                      |  |                    |                                                  |                                                  |  |
|  | Sevilla                                                         | 0                                                               | 2                                                               | 2                                                               |   | Sevilla              | 0                                                           | 0                                                           | 0                                                           |                                                             |  |                  |                                                       |                                                       |                                                       |                                                       |  |                         |                                                      |                                                      |                                                      |                                                      |  |                    |                                                  |                                                  |  |
|  |                                                                 |                                                                 |                                                                 |                                                                 |   | Sevilla              | 0                                                           | 0                                                           | 0                                                           |                                                             |  |                  |                                                       |                                                       |                                                       |                                                       |  |                         |                                                      |                                                      |                                                      |                                                      |  |                    |                                                  |                                                  |  |
|  |                                                                 |                                                                 | Parma                                                           | 0                                                               | 1 | 1                    |                                                             |                                                             |                                                             |                                                             |  |                  |                                                       |                                                       |                                                       |                                                       |  |                         |                                                      |                                                      |                                                      |                                                      |  |                    |                                                  |                                                  |  |
|  | Parma (t. s.)                                                   | 0                                                               | Parma                                                           | 0                                                               | 1 | 1                    | 2                                                           | 2                                                           |                                                             |                                                             |  |                  |                                                       |                                                       |                                                       |                                                       |  |                         |                                                      |                                                      |                                                      |                                                      |  |                    |                                                  |                                                  |  |
|  | Parma (t. s.)                                                   | 0                                                               |                                                                 |                                                                 |   |                      |                                                             |                                                             |                                                             |                                                             |  |                  |                                                       |                                                       |                                                       |                                                       |  |                         |                                                      |                                                      |                                                      |                                                      |  |                    |                                                  |                                                  |  |
|  | Stuttgart                                                       | 0                                                               | 0                                                               | 0                                                               |   |                      |                                                             |                                                             |                                                             |                                                             |  |                  |                                                       |                                                       |                                                       |                                                       |  |                         |                                                      |                                                      |                                                      |                                                      |  |                    |                                                  |                                                  |  |
|  | Stuttgart                                                       | 0                                                               | 0                                                               | 0                                                               |   |                      |                                                             |                                                             |                                                             |                                                             |  |                  |                                                       |                                                       |                                                       |                                                       |  | Parma                   | 0                                                    | 0                                                    | 0                                                    |                                                      |  |                    |                                                  |                                                  |  |
|  |                                                                 |                                                                 |                                                                 |                                                                 |   |                      |                                                             |                                                             |                                                             |                                                             |  |                  |                                                       |                                                       |                                                       |                                                       |  | Parma                   | 0                                                    | 0                                                    | 0                                                    |                                                      |  |                    |                                                  |                                                  |  |
|  |                                                                 |                                                                 | CSKA Moscú                                                      | 0                                                               | 3 | 3                    |                                                             |                                                             |                                                             |                                                             |  |                  |                                                       |                                                       |                                                       |                                                       |  |                         |                                                      |                                                      |                                                      |                                                      |  |                    |                                                  |                                                  |  |
|  | Partizán de Belgrado                                            | 2                                                               | CSKA Moscú                                                      | 0                                                               | 3 | 3                    | 1                                                           | 3                                                           |                                                             |                                                             |  |                  |                                                       |                                                       |                                                       |                                                       |  |                         |                                                      |                                                      |                                                      |                                                      |  |                    |                                                  |                                                  |  |
|  | Partizán de Belgrado                                            | 2                                                               |                                                                 |                                                                 |   |                      |                                                             |                                                             |                                                             |                                                             |  |                  |                                                       |                                                       |                                                       |                                                       |  |                         |                                                      |                                                      |                                                      |                                                      |  |                    |                                                  |                                                  |  |
|  | Dnipro Dnipropetrovsk                                           | 2                                                               | 0                                                               | 2                                                               |   |                      |                                                             |                                                             |                                                             |                                                             |  |                  |                                                       |                                                       |                                                       |                                                       |  |                         |                                                      |                                                      |                                                      |                                                      |  |                    |                                                  |                                                  |  |
|  | Dnipro Dnipropetrovsk                                           | 2                                                               | 0                                                               | 2                                                               |   | Partizán de Belgrado | 1                                                           | 0                                                           | 1                                                           |                                                             |  |                  |                                                       |                                                       |                                                       |                                                       |  |                         |                                                      |                                                      |                                                      |                                                      |  |                    |                                                  |                                                  |  |
|  |                                                                 |                                                                 |                                                                 |                                                                 |   | Partizán de Belgrado | 1                                                           | 0                                                           | 1                                                           |                                                             |  |                  |                                                       |                                                       |                                                       |                                                       |  |                         |                                                      |                                                      |                                                      |                                                      |  |                    |                                                  |                                                  |  |
|  |                                                                 |                                                                 | CSKA Moscú                                                      | 1                                                               | 2 | 3                    |                                                             |                                                             |                                                             |                                                             |  |                  |                                                       |                                                       |                                                       |                                                       |  |                         |                                                      |                                                      |                                                      |                                                      |  |                    |                                                  |                                                  |  |
|  | CSKA Moscú                                                      | 2                                                               | CSKA Moscú                                                      | 1                                                               | 2 | 3                    | 1                                                           | 3                                                           |                                                             |                                                             |  |                  |                                                       |                                                       |                                                       |                                                       |  |                         |                                                      |                                                      |                                                      |                                                      |  |                    |                                                  |                                                  |  |
|  | CSKA Moscú                                                      | 2                                                               |                                                                 |                                                                 |   |                      |                                                             |                                                             |                                                             |                                                             |  |                  |                                                       |                                                       |                                                       |                                                       |  |                         |                                                      |                                                      |                                                      |                                                      |  |                    |                                                  |                                                  |  |
|  | Benfica                                                         | 0                                                               | 1                                                               | 1                                                               |   |                      |                                                             |                                                             |                                                             |                                                             |  |                  |                                                       |                                                       |                                                       |                                                       |  |                         |                                                      |                                                      |                                                      |                                                      |  |                    |                                                  |                                                  |  |
|  | Benfica                                                         | 0                                                               | 1                                                               | 1                                                               |   |                      |                                                             |                                                             |                                                             |                                                             |  | CSKA Moscú       | 4                                                     | 0                                                     | 4                                                     |                                                       |  |                         |                                                      |                                                      |                                                      |                                                      |  |                    |                                                  |                                                  |  |
|  |                                                                 |                                                                 |                                                                 |                                                                 |   |                      |                                                             |                                                             |                                                             |                                                             |  | CSKA Moscú       | 4                                                     | 0                                                     | 4                                                     |                                                       |  |                         |                                                      |                                                      |                                                      |                                                      |  |                    |                                                  |                                                  |  |
|  |                                                                 |                                                                 | Auxerre                                                         | 0                                                               | 2 | 2                    |                                                             |                                                             |                                                             |                                                             |  |                  |                                                       |                                                       |                                                       |                                                       |  |                         |                                                      |                                                      |                                                      |                                                      |  |                    |                                                  |                                                  |  |
|  | Basilea                                                         | 0                                                               | Auxerre                                                         | 0                                                               | 2 | 2                    | 0                                                           | 0                                                           |                                                             |                                                             |  |                  |                                                       |                                                       |                                                       |                                                       |  |                         |                                                      |                                                      |                                                      |                                                      |  |                    |                                                  |                                                  |  |
|  | Basilea                                                         | 0                                                               |                                                                 |                                                                 |   |                      |                                                             |                                                             |                                                             |                                                             |  |                  |                                                       |                                                       |                                                       |                                                       |  |                         |                                                      |                                                      |                                                      |                                                      |  |                    |                                                  |                                                  |  |
|  | Lille                                                           | 0                                                               | 2                                                               | 2                                                               |   |                      |                                                             |                                                             |                                                             |                                                             |  |                  |                                                       |                                                       |                                                       |                                                       |  |                         |                                                      |                                                      |                                                      |                                                      |  |                    |                                                  |                                                  |  |
|  | Lille                                                           | 0                                                               | 2                                                               | 2                                                               |   | Lille                | 0                                                           | 0                                                           | 0                                                           |                                                             |  |                  |                                                       |                                                       |                                                       |                                                       |  |                         |                                                      |                                                      |                                                      |                                                      |  |                    |                                                  |                                                  |  |
|  |                                                                 |                                                                 |                                                                 |                                                                 |   | Lille                | 0                                                           | 0                                                           | 0                                                           |                                                             |  |                  |                                                       |                                                       |                                                       |                                                       |  |                         |                                                      |                                                      |                                                      |                                                      |  |                    |                                                  |                                                  |  |
|  |                                                                 |                                                                 | Auxerre                                                         | 1                                                               | 0 | 1                    |                                                             |                                                             |                                                             |                                                             |  |                  |                                                       |                                                       |                                                       |                                                       |  |                         |                                                      |                                                      |                                                      |                                                      |  |                    |                                                  |                                                  |  |
|  | Ajax                                                            | 1                                                               | Auxerre                                                         | 1                                                               | 0 | 1                    | 1                                                           | 2                                                           |                                                             |                                                             |  |                  |                                                       |                                                       |                                                       |                                                       |  |                         |                                                      |                                                      |                                                      |                                                      |  |                    |                                                  |                                                  |  |
|  | Ajax                                                            | 1                                                               |                                                                 |                                                                 |   |                      |                                                             |                                                             |                                                             |                                                             |  |                  |                                                       |                                                       |                                                       |                                                       |  |                         |                                                      |                                                      |                                                      |                                                      |  |                    |                                                  |                                                  |  |
|  | Auxerre                                                         | 0                                                               | 3                                                               | 3                                                               |   |                      |                                                             |                                                             |                                                             |                                                             |  |                  |                                                       |                                                       |                                                       |                                                       |  |                         |                                                      |                                                      |                                                      |                                                      |  |                    |                                                  |                                                  |  |
|  | Auxerre                                                         | 0                                                               | 3                                                               | 3                                                               |   |                      |                                                             |                                                             |                                                             |                                                             |  |                  |                                                       |                                                       |                                                       |                                                       |  |                         |                                                      |                                                      |                                                      |                                                      |  |                    |                                                  |                                                  |  |
|  |                                                                 |                                                                 |                                                                 |                                                                 |   |                      |                                                             |                                                             |                                                             |                                                             |  |                  |                                                       |                                                       |                                                       |                                                       |  |                         |                                                      |                                                      |                                                      |                                                      |  |                    |                                                  |                                                  |  |

### Dieciseisavos de final
| Equipo local ida     | Resultado    | Equipo visitante ida  | Ida                                                      | Vuelta                                                         |
| -------------------- | ------------ | --------------------- | -------------------------------------------------------- | -------------------------------------------------------------- |
| Olympiacos           | 2:0          | Sochaux               | 1:0 Archivado el 28 de mayo de 2009 en Wayback Machine.  | 1:0 Archivado el 28 de mayo de 2009 en Wayback Machine.        |
| Heerenveen           | 2:4          | Newcastle United      | 1:2 Archivado el 28 de mayo de 2009 en Wayback Machine.  | 1:2 Archivado el 28 de mayo de 2009 en Wayback Machine.        |
| Grazer               | 3:4          | Middlesbrough         | 2:2 Archivado el 28 de mayo de 2009 en Wayback Machine.  | 1:2 Archivado el 28 de mayo de 2009 en Wayback Machine.        |
| Sporting de Portugal | 4:2          | Feyenoord Róterdam    | 2:1 Archivado el 28 de mayo de 2009 en Wayback Machine.  | 2:1 Archivado el 28 de mayo de 2009 en Wayback Machine.        |
| Valencia             | 2:2 (3-4 p.) | Steaua Bucarest       | 2:0 Archivado el 28 de mayo de 2009 en Wayback Machine.  | 0:2 Archivado el 28 de mayo de 2009 en Wayback Machine.        |
| Dinamo de Kiev       | 0:2          | Villarreal            | 0:0 Archivado el 28 de mayo de 2009 en Wayback Machine.  | 0:2 Archivado el 28 de mayo de 2009 en Wayback Machine.        |
| Shakhtar Donetsk     | 2:1          | Schalke 04            | 1:1 Archivado el 28 de mayo de 2009 en Wayback Machine.  | 1:0 Archivado el 28 de mayo de 2009 en Wayback Machine.        |
| Alemannia Aachen     | 1:2          | AZ Alkmaar            | 0:0 Archivado el 28 de mayo de 2009 en Wayback Machine.  | 1:2 Archivado el 28 de mayo de 2009 en Wayback Machine.        |
| Austria Viena        | 2:1          | Athletic Club         | 0:0 Archivado el 26 de mayo de 2009 en Wayback Machine.  | 2:1 Archivado el 26 de mayo de 2009 en Wayback Machine.        |
| Fenerbahçe           | 1:3          | Real Zaragoza         | 0:1 Archivado el 28 de mayo de 2009 en Wayback Machine.  | 1:2 Archivado el 28 de mayo de 2009 en Wayback Machine.        |
| Panathinaikos        | 1:2          | Sevilla               | 1:0 Archivado el 28 de mayo de 2009 en Wayback Machine.  | 0:2 Archivado el 28 de mayo de 2009 en Wayback Machine.        |
| Parma                | 2:0          | VfB Stuttgart         | 0:0 Archivado el 10 de julio de 2009 en Wayback Machine. | (pró.)2:0 Archivado el 10 de julio de 2009 en Wayback Machine. |
| Partizan Belgrado    | 3:2          | Dnipro Dnipropetrovsk | 2:2 Archivado el 28 de mayo de 2009 en Wayback Machine.  | 1:0 Archivado el 28 de mayo de 2009 en Wayback Machine.        |
| CSKA Moscú           | 3:1          | Benfica               | 2:0 Archivado el 28 de mayo de 2009 en Wayback Machine.  | 1:1 Archivado el 28 de mayo de 2009 en Wayback Machine.        |
| Basel                | 0:2          | Lille                 | 0:0 Archivado el 28 de mayo de 2009 en Wayback Machine.  | 0:2 Archivado el 28 de mayo de 2009 en Wayback Machine.        |
| Ajax Ámsterdam       | 2:3          | Auxerre               | 1:0 Archivado el 28 de mayo de 2009 en Wayback Machine.  | 1:3 Archivado el 28 de mayo de 2009 en Wayback Machine.        |

### Octavos de final
Las eliminatorias de octavos de final quedaron decididas en el mismo sorteo de los dieciseisavos de final. La ida de esta eliminatoria se disputó el 10 de marzo de 2005, mientras que la vuelta se jugó el 16 y 17 de marzo.

#### Olympiacos FC – Newcastle United FC
| 10 de marzo de 2005 | Olympiakos          | 1:3 (1:2) | Newcastle United                               | Estadio Georgios Karaiskakis, Atenas |                                  |
|                     | Đorđević 14' (pen.) | Reporte   | Shearer 12' (pen.) · Robert 33' · Kluivert 68' | Árbitro(s): Arturo Dauden Ibáñez     | Árbitro(s): Arturo Dauden Ibáñez |

| 16 de marzo de 2005 | Newcastle United                         | 4:0 (2:0) | Olympiakos | St James' Park, Newcastle upon Tyne |                           |
|                     | Dyer 18' · Shearer 45', 69' · Bowyer 54' | Reporte   |            | Árbitro(s): Konrad Plautz           | Árbitro(s): Konrad Plautz |

#### Shakhtar Donetsk – AZ Alkmaar
| 10 de marzo de 2005 | Shakhtar Donetsk | 1:3 (1:1) | AZ Alkmaar                                       | RSK Olympiyskiy, Donetsk   |                            |
|                     | Matuzalem 45+1'  | Reporte   | Nelisse 27' · Mathijsen 51' · Pérez 90+2' (pen.) | Árbitro(s): Bertrand Layec | Árbitro(s): Bertrand Layec |

| 16 de marzo de 2005 | AZ Alkmaar                  | 2:1 (1:0) | Shakhtar Donetsk | Alkmaarderhout, Alkmaar                    |                                            |
|                     | van Galen 9' · Meerdink 65' | Reporte   | Elano 66'        | Árbitro(s): LucÍlio Cardoso Cortez Batista | Árbitro(s): LucÍlio Cardoso Cortez Batista |

#### Middlesbrough FC – Sporting CP
| 10 de marzo de 2005 | Middlesbrough         | 2:3 (0:0) | Sporting Portugal                      | Estadio de Riverside, Middlesbrough |                            |
|                     | Job 79' · Riggott 86' | Reporte   | Barbosa 49' · Liédson 53' · Douala 65' | Árbitro(s): Stefano Farina          | Árbitro(s): Stefano Farina |

| 17 de marzo de 2005 | Sporting Portugal | 1:0 (0:0) | Middlesbrough | Estadio José Alvalade, Lisboa |                         |
|                     | Barbosa 89'       | Reporte   |               | Árbitro(s): Eric Poulat       | Árbitro(s): Eric Poulat |

#### Sevilla FC – AC Parma
| 10 de marzo de 2005 | Sevilla | 0:0     | Parma | Estadio Ramón Sánchez Pizjuán, Sevilla |                          |
|                     |         | Reporte |       | Árbitro(s): Rene Temmink               | Árbitro(s): Rene Temmink |

| 17 de marzo de 2005 | Parma       | 1:0 (1:0) | Sevilla | Stadio Ennio Tardini, Parma |                             |
|                     | Cardone 19' | Reporte   |         | Árbitro(s): Claus Bo Larsen | Árbitro(s): Claus Bo Larsen |

#### Lille OSC – AJ Auxerre
| 10 de marzo de 2005 | Lille | 0:1 (0:1) | Auxerre   | Estadio Lille Metropole, Villeneuve-d'Ascq |                            |
|                     |       | Reporte   | Akalé 45' | Árbitro(s): Iouri Baskakov                 | Árbitro(s): Iouri Baskakov |

| 17 de marzo de 2005 | Auxerre | 0:0     | Lille | Estadio de l'Abbé-Deschamps, Auxerre |                           |
|                     |         | Reporte |       | Árbitro(s): Michael Riley            | Árbitro(s): Michael Riley |

#### Partizan Belgrado – PFC CSKA Moscú
| 10 de marzo de 2005 | Partizan Belgrado | 1:1 (0:1) | CSKA Moscú  | Estadio Partizan, Belgrado |                          |
|                     | Tomić 83' (pen.)  | Reporte   | Aldonin 17' | Árbitro(s): Jan Wegereef   | Árbitro(s): Jan Wegereef |

| 17 de marzo de 2005 | CSKA Moscú                            | 2:0 (0:0) | Partizan Belgrado | Kuban Stadium, Krasnodar       |                                |
|                     | Carvalho 68' · Vágner Love 84' (pen.) | Reporte   |                   | Árbitro(s): Gianluca Paparesta | Árbitro(s): Gianluca Paparesta |

#### FK Austria Viena – Real Zaragoza
| 10 de marzo de 2005 | Austria Viena | 1:1 (1:0) | Real Zaragoza | Estadio Ernst Happel, Viena  |                              |
|                     | Rushfeldt 32' | Reporte   | Sávio 74'     | Árbitro(s): Peter Fröjdfeldt | Árbitro(s): Peter Fröjdfeldt |

| 16 de marzo de 2005 | Real Zaragoza            | 2:2 (0:2) | Austria Viena          | La Romareda, Zaragoza   |                         |
|                     | Villa 59' · Galletti 63' | Reporte   | Papac 6' · Dosunmu 12' | Árbitro(s): Alain Hamer | Árbitro(s): Alain Hamer |

#### Steaua Bucarest – Villarreal CF
| 16 de marzo de 2005 | Steaua Bucarest | 0:0     | Villarreal | Stadionul Ghencea, Bucarest |                             |
|                     |                 | Reporte |            | Árbitro(s): Massimo Busacca | Árbitro(s): Massimo Busacca |

| 20 de marzo de 2005 | Villarreal                         | 2:0 (1:0) | Steaua Bucarest | El Madrigal, Villarreal    |                            |
|                     | José Mari 5' · Riquelme 62' (pen.) | Reporte   |                 | Árbitro(s): Wolfgang Stark | Árbitro(s): Wolfgang Stark |

### Cuartos de final
La ida de esta eliminatoria se disputó el 7 de abril de 2005, mientras que la vuelta se jugó el 14 de abril.

#### PFC CSKA Moscú – AJ Auxerre
| 7 de abril de 2005 | CSKA Moscú                                                       | 4:0 (1:0) | AJ Auxerre | Estadio Lokomotiv, Moscú          |                                   |
|                    | Odiah 21' · Ignashévich 63' (pen.) · Vágner Love 71' · Gusev 77' | Reporte   |            | Árbitro(s): Luis Medina Cantalejo | Árbitro(s): Luis Medina Cantalejo |

| 14 de abril de 2005 | AJ Auxerre                    | 2:0 (1:0) | CSKA Moscú | Estadio de l'Abbé-Deschamps, Auxerre |                            |
|                     | Lachuer 9' · Kalou 78' (pen.) | Reporte   |            | Árbitro(s): Wolfgang Stark           | Árbitro(s): Wolfgang Stark |

#### Newcastle United FC – Sporting CP
| 7 de abril de 2005 | Newcastle United | 1:0 (1:0) | Sporting Portugal | St James' Park, Newcastle upon Tyne |                            |
|                    | Shearer 37'      | Reporte   |                   | Árbitro(s): Iouri Baskakov          | Árbitro(s): Iouri Baskakov |

| 14 de abril de 2005 | Sporting Portugal                                        | 4:1 (1:1) | Newcastle United | Estadio José Alvalade, Lisboa |                              |
|                     | Niculae 40' · Sá Pinto 71' · Beto 76' · Rochemback 90+1' | Reporte   | Dyer 20'         | Árbitro(s): Peter Fröjdfeldt  | Árbitro(s): Peter Fröjdfeldt |

#### FK Austria Viena – AC Parma
| 7 de abril de 2005 | Austria Viena | 1:1 (0:1) | Parma      | Estadio Ernst Happel, Viena |                         |
|                    | Mila 61'      | Reporte   | Pisanu 34' | Árbitro(s): Eric Poulat     | Árbitro(s): Eric Poulat |

| 14 de abril de 2005 | Parma | 0:0     | Austria Viena | Stadio Ennio Tardini, Parma |                           |
|                     |       | Reporte |               | Árbitro(s): Steve Bennett   | Árbitro(s): Steve Bennett |

#### Villarreal CF – AZ Alkmaar
| 7 de abril de 2005 | Villarreal   | 1:2 (1:1) | AZ Alkmaar                 | El Madrigal, Villarreal   |                           |
|                    | Riquelme 13' | Reporte   | Landzaat 11' · Nelisse 74' | Árbitro(s): Konrad Plautz | Árbitro(s): Konrad Plautz |

| 14 de abril de 2005 | AZ Alkmaar | 1:1 (1:0) | Villarreal         | Alkmaarderhout, Alkmaar     |                             |
|                     | Pérez 8'   | Reporte   | Lucho Figueroa 72' | Árbitro(s): Roberto Rosetti | Árbitro(s): Roberto Rosetti |

### Semifinales
La ida de esta eliminatoria se disputó el 28 de abril de 2005, mientras que la vuelta se jugó el 5 de mayo.

#### AC Parma – PFC CSKA Moscú
| 28 de abril de 2005 | Parma | 0:0     | CSKA Moscú | Stadio Ennio Tardini, Parma |                             |
|                     |       | Reporte |            | Árbitro(s): Massimo Busacca | Árbitro(s): Massimo Busacca |

| 5 de mayo de 2005 | CSKA Moscú                         | 3:0 (1:0) | Parma | Estadio Lokomotiv, Moscú |                         |
|                   | Carvalho 10', 53' · Berezutski 60' | Reporte   |       | Árbitro(s): Alain Hamer  | Árbitro(s): Alain Hamer |

#### Sporting CP – AZ Alkmaar
| 28 de abril de 2005 | Sporting Portugal        | 2:1 (1:1) | AZ Alkmaar   | Estadio José Alvalade, Lisboa |                               |
|                     | Douala 37' · Pinilla 80' | Reporte   | Landzaat 36' | Árbitro(s): Massimo De Santis | Árbitro(s): Massimo De Santis |

| 5 de mayo de 2005 | AZ Alkmaar                              | 3:2 (2:1, 1:1) (t. s.) | Sporting Portugal                    | Alkmaarderhout, Alkmaar     |                             |
|                   | Pérez 6' · Huysegems 79' · Jaliens 108' | Reporte                | Liédson 45+4' · Miguel Garcia 120+2' | Árbitro(s): Claus Bo Larsen | Árbitro(s): Claus Bo Larsen |

## Final
| 76         | POR        | Ricardo Pereira   |     |
| 11         | DEF        | Rodrigo Tello     |     |
| 14         | DEF        | Joseph Enakarhire |     |
| 22         | DEF        | Roberto Severo    |     |
| 15         | DEF        | Miguel Garcia     |     |
| 8          | MED        | Pedro Barbosa     |     |
| 26         | MED        | Fábio Rochemback  |     |
| 28         | MED        | João Moutinho     | 88' |
| 37         | MED        | Rogério           | 80' |
| 31         | DEL        | Liédson           |     |
| 10         | DEL        | Ricardo Sá Pinto  | 73' |
| Entrenador | Entrenador | José Peseiro      |     |

| 35         | POR        | Ígor Akinféyev     |     |
| 4          | DEF        | Sergéi Ignashévich |     |
| 6          | DEF        | Alekséi Berezutski |     |
| 15         | DEF        | Chidi Odiah        |     |
| 24         | DEF        | Vasili Berezutski  |     |
| 7          | MED        | Daniel Carvalho    | 82' |
| 11         | MED        | Vágner Love        |     |
| 22         | MED        | Evgeni Aldonin     | 86' |
| 15         | MED        | Elvir Rahimić      |     |
| 18         | MED        | Yuri Zhirkov       |     |
| 9          | DEL        | Ivica Olić         | 67' |
| Entrenador | Entrenador | Valery Gazzaev     |     |

| 9  | DEL | Marius Niculae   | 73' |
| 17 | DEL | Roudolphe Douala | 80' |
| 45 | MED | Hugo Viana       | 88' |

| 17 | DEL | Miloš Krasić      | 67' |
| 2  | MED | Deividas Šemberas | 82' |
| 8  | MED | Rolan Gusev       | 87' |

| Anotado | 29' | Rogério | 1–0 |

| Anotado | 56' | Alekséi Berezutski | 1–1 |
| Anotado | 65' | Yuri Zhirkov       | 1–2 |
| Anotado | 75' | Vágner Love        | 1–3 |

| Amonestado | 14' | Pedro Barbosa |

| Árbitro             | Graham Poll    |
| Árbitros asistentes | Michael Tingey |
| Árbitros asistentes | Glenn Turner   |
| Cuarto árbitro      | Steve Bennett  |

| 76         | POR        | Ricardo Pereira   |     |
| 11         | DEF        | Rodrigo Tello     |     |
| 14         | DEF        | Joseph Enakarhire |     |
| 22         | DEF        | Roberto Severo    |     |
| 15         | DEF        | Miguel Garcia     |     |
| 8          | MED        | Pedro Barbosa     |     |
| 26         | MED        | Fábio Rochemback  |     |
| 28         | MED        | João Moutinho     | 88' |
| 37         | MED        | Rogério           | 80' |
| 31         | DEL        | Liédson           |     |
| 10         | DEL        | Ricardo Sá Pinto  | 73' |
| Entrenador | Entrenador | José Peseiro      |     |

| 35         | POR        | Ígor Akinféyev     |     |
| 4          | DEF        | Sergéi Ignashévich |     |
| 6          | DEF        | Alekséi Berezutski |     |
| 15         | DEF        | Chidi Odiah        |     |
| 24         | DEF        | Vasili Berezutski  |     |
| 7          | MED        | Daniel Carvalho    | 82' |
| 11         | MED        | Vágner Love        |     |
| 22         | MED        | Evgeni Aldonin     | 86' |
| 15         | MED        | Elvir Rahimić      |     |
| 18         | MED        | Yuri Zhirkov       |     |
| 9          | DEL        | Ivica Olić         | 67' |
| Entrenador | Entrenador | Valery Gazzaev     |     |

| 9  | DEL | Marius Niculae   | 73' |
| 17 | DEL | Roudolphe Douala | 80' |
| 45 | MED | Hugo Viana       | 88' |

| 17 | DEL | Miloš Krasić      | 67' |
| 2  | MED | Deividas Šemberas | 82' |
| 8  | MED | Rolan Gusev       | 87' |

| Anotado | 29' | Rogério | 1–0 |

| Anotado | 56' | Alekséi Berezutski | 1–1 |
| Anotado | 65' | Yuri Zhirkov       | 1–2 |
| Anotado | 75' | Vágner Love        | 1–3 |

| Amonestado | 14' | Pedro Barbosa |

| Árbitro             | Graham Poll    |
| Árbitros asistentes | Michael Tingey |
| Árbitros asistentes | Glenn Turner   |
| Cuarto árbitro      | Steve Bennett  |

|                                |
| Bandera de Rusia               |
| Campeón CSKA Moscú 1.er título |

## Máximos goleadores
| # | Jugador             | Club             | Goles | Minutos |
| - | ------------------- | ---------------- | ----- | ------- |
| 1 | Alan Shearer        | Newcastle United | 11    | 766'    |
| 2 | Liédson             | Sporting CP      | 8     | 1277'   |
| 3 | Roland Kollmann     | Grazer AK        | 7     | 551'    |
| 3 | Cacau               | Stuttgart        | 7     | 750'    |
| 5 | Bonaventure Kalou   | Auxerre          | 6     | 1038'   |
| 6 | Aleksandr Kerzhakov | Zenit            | 5     | 450'    |
| 6 | Patrick Kluivert    | Newcastle United | 5     | 452'    |
| 6 | Santiago Ezquerro   | Athletic Club    | 5     | 525'    |
| 6 | Erik Meijer         | Alemannia Aachen | 5     | 682'    |
| 6 | Júlio Baptista      | Sevilla          | 5     | 700'    |